# Gulin

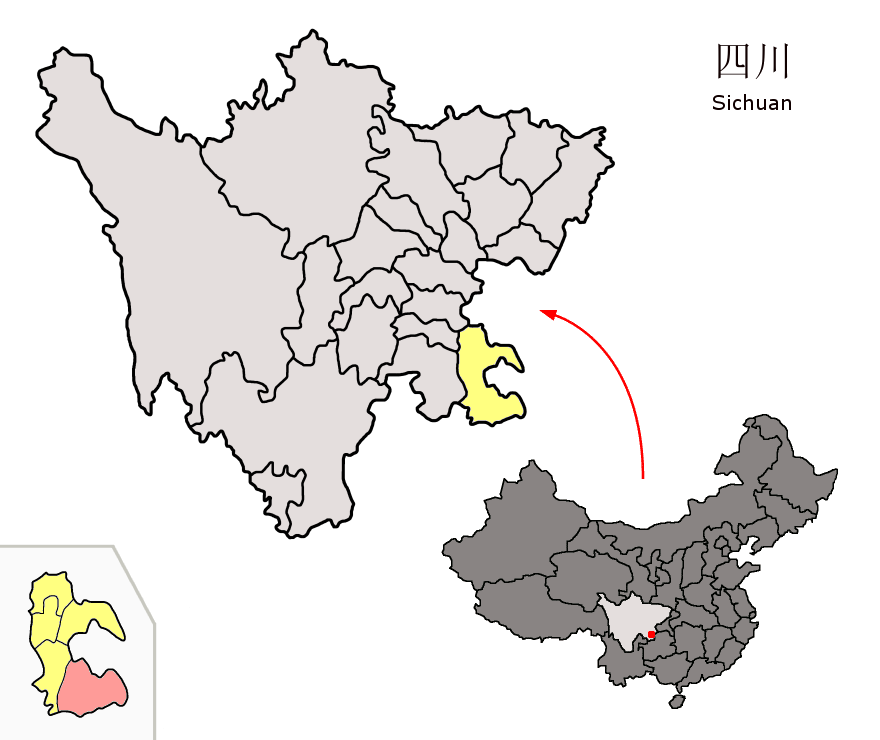
Lage Gulins (rosa) in Luzhou (gelb).

Gulin (chinesisch 古蔺县, Pinyin Gǔlìn Xiàn) ist ein Kreis in der chinesischen Provinz Sichuan. Er gehört zum Verwaltungsgebiet der bezirksfreien Stadt Luzhou. Die Fläche beträgt 2.883 Quadratkilometer und die Einwohnerzahl 651.958 (Stand: Zensus 2020). 1999 zählte er 730.036 Einwohner.